# مقاطعة ميريويذر (جورجيا)
مقاطعة ميريويذر (بالإنجليزية: Meriwether County)‏ هي إحدى المقاطعات في ولاية جورجيا في الولايات المتحدة الأمريكية.